# Love and Law (film 1909)
Love and Law è un cortometraggio muto del 1909 diretto da Marshall Stedman.

## Trama
Nelle campagne dello Iowa, Mable - la figlia di un coltivatore - lavora come maestra. Di lei è innamorato John Deane, ma Mable ha anche altri ammiratori che lei non respinge, anche perché non vuole perdere la propria libertà.

## Produzione
Il film fu prodotto dalla Selig Polyscope Company.

## Distribuzione
Distribuito dalla Selig Polyscope Company, il film - un cortometraggio di una bobina - uscì nelle sale cinematografiche statunitensi il 21 gennaio 1909.